# Lijst van burgemeesters van Krimpenerwaard
Dit is een lijst van burgemeesters van de Nederlandse gemeente Krimpenerwaard in de provincie Zuid-Holland.
De gemeente kwam op 1 januari 2015 tot stand door een gemeentelijke herindeling van Bergambacht, Nederlek, Ouderkerk, Schoonhoven en Vlist.
| Ambtsperiode | Naam burgemeester          | Partij of stroming | Bijzonderheden |
| ------------ | -------------------------- | ------------------ | -------------- |
| 2015 - 2016  | T.P.J. (Tjerk) Bruinsma    | PvdA               | waarnemend     |
| 2016 - 2022  | R.S. (Roel) Cazemier       | VVD                | [ 1 ]          |
| 2022         | P.L. (Pieter) Paans        | CDA                | [ 2 ] [ 3 ]    |
| 2022 - 2024  | P.J. (Pauline) Bouvy-Koene | VVD                | waarnemend     |
| 2024 - heden | J. (Hans) Beenakker        | VVD                | [ 5 ]          |